# María Cruz Ebro
María Cruz Ebro Fernández (Burgos, 9 de diciembre de 1881 - Burgos, 13 de enero de 1967), conocida como María Cruz Ebro, fue una novelista, periodista y conferenciante española, especializada en temas burgaleses.

## Biografía
Fue hija del político Víctor Ebro Fernández de la Cuesta, parlamentario por Burgos. Los datos que se tienen sobre su infancia proceden, mayormente, de ella misma, vertidos en su libro Memorias de una burgalesa, publicado en 1952. Nació en la calle de San Juan, en el seno de una familia de gran arraigo y tradición burgaleses. Asistió primero a la escuela de doña Filomena Tell de Montedeu, situada en el último piso de la Casa del Cordón, y más tarde en el colegio Saint Maur, conocido popularmente como «las francesas».
Con quince años ya escribió en francés su primera obra, Isabel, ilustrada por ella misma, que permanece inédita. Estudió la carrera de Magisterio y empezó pronto sus primeras colaboraciones en el Diario de Burgos. En 1919 publicó La Niña, novela feminista, que fue alabada tanto por Azorín como por Linares Rivas, con los que mantenía correspondencia. En ella, bajo un espíritu tolerante y liberal, que le habría de causar problemas más tarde durante la Guerra Civil, defendía el sufragio femenino y una educación igual para las mujeres.
En la década de los años 20 continuó con sus colaboraciones en el Diario de Burgos y comenzó a dar conferencias en el Ateneo de esa misma ciudad sobre diversos temas. Durante esta época coincidió en el Diario con María Teresa León, de la que fue amiga. A comienzos de la década, era habitual verlas en la tertulia «El Ciprés» que tenía lugar en el café Las Candelas del Paseo del Espolón, lugar abierto, muy frecuentado por distintas clases sociales, y especialmente por artistas e intelectuales.
Obtuvo una beca de la Diputación provincial para viajar a Granada, a fin de estudiar las escuelas del Ave María del padre Manjón. El resultado se plasmó en un libro que fue enviado a la institución que la había becado.
Fue secretaria del Ateneo de Burgos y trabajó incansablemente por esa institución cultural, así como en la reconstitución del Orfeón Burgalés. Igualmente colaboró con la Cruz Roja, promoviendo las jiras en El Parral a beneficio de esta institución.
En 1929 comenzó su colaboración con el Diario de Palencia, que se refirió a ella como «la simpática y distinguida señorita de la alta sociedad de la ciudad hermana».
Tras la proclamación de la Segunda República, se publica la que es considerada como su mejor novela, Un pecadillo de amor. El tema, pues se trata de un sacerdote moderno, tanto por su forma de vestir seglar, como por conducir su propio automóvil, se enamora de una mujer. El escándalo en la sociedad conservadora burgalesa fue tal, que la autora se vio obligada a retirar la edición y destruir prácticamente todos los ejemplares. En sus artículos, por el contrario, presentaba una ideología más conservadora, rechazando los extremismos y apelando a la tolerancia y la convivencia.
La Guerra Civil tuvo un efecto devastador en su vida, pues supuso la pérdida o separación de algunos de sus amigos, como el músico Antonio José o la mencionada María Teresa León. 
Tras la guerra, se convirtió en una propagandista católica, promoviendo el sindicalismo confesional de las mujeres. Su novela La Vida presentaba una visión totalmente conservadora de la realidad femenina. En este periodo, según el estudioso de su obra, Juan Sierra, reunió y completó con anotaciones manuscritas, una serie de artículos periodísticos escritos por ella misma y que reunió en cuatro cuadernos bajo el título Años de mi vida, que permanecen inéditos.
En 1946 se incorporó de nuevo al Diario de Burgos, cesando su actividad en 1964. Entre las dos etapas, escribió más de cien artículos para esta cabecera.
En 1952 publicó Memorias de una burgalesa: 1885-1931, libro imprescindible para conocer la historia de la sociedad burgalesa en el primer tercio del siglo XX.
Preocupada por rescatar el folklore y la cultura popular burgalesa, y como participante del Orfeón Burgalés, escribió las obras dramáticas El capitán de Frías y El zagalillo del Urbión para el proyecto «Estampas Castellanas» del coreógrafo Justo del Río.
Murió en su ciudad natal a los 85 años de edad, manteniendo hasta sus últimos días una actividad periodística.

## Obras
- 1919. La Niña, novela feminista;
- 1931. Un pecadillo de amor;
- 1947. El capitán de Frías;
- 1952. Memorias de una burgalesa;
- 1953. El zagalillo de Urbión.

### Periodista
Su labor en el Diario de Burgos fue extensa y ocupó distintos aspectos. Por una parte, la recreación literaria del Burgos romántico de finales del siglo XIX: los bailes y costumbres del Salón de Recreo, las distintas clases sociales que paseaban por el Paseo del Espolón. Igualmente prestó atención a la carrera política de su padre.
Sus artículos costumbristas no la llevaban a olvidar temas más actuales y reivindicativos dotándoles de un enfoque hacia la modernidad: la incorporación progresiva de la mujer al mundo del trabajo, y la transformación de la ciudad.
En cuatro meses, que van desde noviembre de 1929 a marzo de 1930, colaboró en el Diario de Palencia con once crónicas bajo el epígrafe «Aspectos burgaleses» y una más «Ráfagas históricas» sobre Burgos.
Colaboró también en El Castellano y según Sierra, pasan de tres mil los artículos escritos entre esta cabecera y la del Diario de Burgos.
 

Ebro se dedicó casi por completo a la divulgación de todo lo que tenía que ver Burgos y su provincia: lugares, personas y acontecimientos históricos, basándose en lo ya escrito por eruditos locales, a los que ella añadía sus propias notas y vivencias, dotándolos de un cierto estilo autobiográfico. Su posición social la permitió relacionarse con importantes figuras del momento, Ortega y Gasset, Menéndez Pidal y Domínguez Berrueta, maestro de Lorca, pero sobre todo con Azorín, al que enviaba sus escritos y este contestaba en tono cortés alabando su estilo:
Distinguida señorita: Grata impresión me ha causado la lectura de sus trabajos. Hay en ellos espiritualidad, delicadeza y emoción. Raras cualidades éstas... y más en una pluma femenina (las escritoras –cosa desagradable- suelen afectar masculinidad, dando a menudo en la grosería). Usted sabe ser mujer y encantar al lector por una gracia tenue y vaga como un perfume... Con toda cordialidad, Azorín. Madrid, 21 de abril de 1914. 
Igualmente estaba atenta a los movimientos de vanguardia que iban llegando a la capital burgalesa, y especialmente a las indicaciones periodísticas emanadas de Ortega y Gasset.

### Otras publicaciones
Además de las obras citadas, García de Quevedo, ya en 1941, y Sierra en su biografía, citan otras publicaciones correspondientes a informes, conferencias y novelas inéditas o publicadas en periódicos.

## Reconocimientos
En 1956, con ocasión del 40.º aniversario de la Asociación de la Prensa de Burgos, fue nombrada «socia de honor». Asimismo tuvo un reconocimiento público por parte de la ciudad de Burgos que reconocía su esfuerzo y dedicación a la ciudad.
Una plaza céntrica lleva su nombre en la ciudad de Burgos.